# Ivana Enríquez
Ivana Enríquez (šp. Juana Enríquez; Torrelobatón, 1425. — Tarragona, 13. veljače 1468.) bila je druga supruga kralja Ivana II. Aragonskog. Tijekom braka, kraljica Aragonije bila je jedna od najutjecajnijih žena u španjolskoj povijesti, iako ne najpopularnija.
Ivana vuče podrijetlo od kastiljskog plemstva. Bila je kći Fadriquea Enríqueza i Marijane de Córdobe.
Za Ivana Aragonskoga udala se u travnju 1444., nakon smrti njegove prve supruge i suvladarice Blanke I. Navarske. Brak s Blankom I. donio mu je pravo na navarsku krunu, koju je nakon Blankine smrti odbijao prepustiti njihovom sinu, Karlu, princu Viane. Ivana je podržavala Ivana II. u njegovoj namjeri da zadrži navarsku krunu, zbog čega je njen odnos s muževom djecom iz prvog braka, zakonskim nasljednicima navarske krune, Karlom i Blankom II., bio konstantno napet. Karlo i Blanka su oboje umrli mladi, pod sumnjivim okolnostima, a za njihovu smrt kroz povijest se okrivljavala njihova maćeha Ivana.
Ivana je bila majka Ferdinanda II. Aragonskog, koji je putem braka sa Izabelom I. vladao kao Ferdinand V. Kastiljski. Preko njega Ivana je predak današnjih europskih monarha. Ivanina je kći bila Ivana Aragonska, napuljska kraljica.